# Grubbia
Grubbia, manji biljni rod smješten u vlastitu porodicu Grubbiaceae, dio reda Cornales. Postoje tri priznate vrste koje rastu u Južnoafričkoj Republici.

## Opis
Rod ima tri vrste, sve endemske za florističku regiju Cape u Južnoj Africi. To su grmovi koji narastu do 1,5 m (4,9 ft) u visinu, sa sitnim cvjetovima i tankim, kožastim listovima. Plod je sinkarp. 

## Vrste
1. Grubbia rosmarinifolia P.J.Bergius
2. Grubbia rourkei Carlquist
3. Grubbia tomentosa (Thunb.) Harms

### Sinonimi
- Lithodia Blume, sinonim za Grubbia P.J. Bergius, 1767
- Ophira Burm. ex L., sinonim za Grubbia P.J. Bergius, 1767
- Strobilocarpus Klotzsch, 1839, sinonim za Grubbia P.J. Bergius, 1767